# 沼田幹男
沼田幹男（日语：／ Numata Mikio */?，1950年3月9日—），一名沼田幹夫（「幹夫」與「幹男」日語發音相同），日本外交官，曾經擔任駐緬甸大使、外務省領事局長，2014年至2019年擔任日本台灣交流協會台北事務所代表。

## 經歷
- 1950年：茨城縣出生[1]。
- 1974年1月：外務省語學研修員錄用考試（中文）合格、加入外務省[4]。
  - 3月-拓殖大學商學部經營學系畢業[4]。同期生有駐阿富汗大使高橋博史。
  - 歷任外務省大臣官房總務課計劃官兼經濟協力局技術協力課首席事務官等職。
- 2004年：駐香港總領事館副總領事[1]。
- 2007年：駐紐約總領事館（英语：在ニューヨーク日本国総領事館）副總領事[1]。
- 2009年：外務省大臣官房國會擔當參事[5]。
- 2011年：就任外務省領事局長[5]。
- 2012年9月11日：任職於外務省大臣官房[6]。
  - 10月9日：就任駐緬甸特命全權大使[4]。
- 2014年5月16日：依願免官
  - 7月15日：公益財團法人交流協會台北事務所代表（相當於駐台灣大使）[7]，後該機構於2017年更名為日本台灣交流協會。
- 2019年
  - 10月24日：卸任日本台灣交流協會台北事務所代表。

## 荣誉

### 外国勋章奖章
- 特种外交奖章（中华民国外交部，2019年9月27日颁授[8]）